# آوت در-گابریلیان
آوت کاراپتی گابریلیلان (آوتیی در-گابریلیان) (ارمنی: Ավետ Կարապետի Գաբրիելյան (Ավդեյ Տեր-Գաբրիելյան)؛ ۷ آوریل ۱۸۹۹ – ۱۹ ژوئن ۱۹۸۳) نوازنده ویولن اهل ارمنستان بود.

## زندگی‌نامه
وی در ۷ آوریل [سبک قدیمی: ۱۹ آوریل] ۱۸۹۹ در ناخیجوان-نا-دونو به دنیا آمد و از کنسرواتوار دولتی چایکوفسکی مسکو فارغ‌التحصیل گشت. وی برنده جوایزی همچون هنرمند مردمی ارمنستان شوروی (۱۹۴۵) شد. وی در ۱۹ ژوئن ۱۹۸۳ در سن ۸۴ سالگی در مسکو درگذشت و در ایروان به خاک سپرده شد.